# Ossie Chavarría
Osvaldo Chavarría Quijano (nacido el 5 de agosto de 1937 en Colón, Panamá ) es un exjugador de Grandes Ligas de Béisbol. Cuando hizo su debut en las Grandes Ligas con los Kansas City Athletic el 14 de abril de 1966.

## Carrera
Chavarría mintió sobre su edad afirmando haber nacido en 1940 cuando firmó como agente libre aficionado con los Cachorros de Chicago en 1959.  Después de una temporada con la organización de los Cachorros, los Atléticos lo adquirieron en una transacción de ligas menores antes de la temporada 1960. Hizo su debut en las Grandes Ligas en el jardín izquierdo contra los Mellizos de Minnesota en el Metropolitan Stadium, y Jim Kaat lo mantuvo sin hits en cuatro turnos al bate. Durante sus dos temporadas en las Grandes Ligas, Chavarría también jugó en primera, segunda, tercera base y campocorto . 
Chavarría todavía estaba en la organización de Atletismo cuando se mudaron a Oakland, California antes del inicio de la temporada de 1968. Fue traspasado a los Yankees de Nueva York con Danny Cater por Al Downing y Frank Fernández antes del inicio de la temporada 1970. Después de dos temporadas con la filial de la Liga Internacional de los Yankees, los Syracuse Chiefs, Chavarría fue traspasado a los Tigres de la Ciudad de México de la Liga Mexicana por Celerino Sánchez. 
Tras retirarse como jugador, Chavarría pasó a ser árbitro. Trabajó en las ligas menores incluida la Liga Noroeste, y en juegos universitarios. También ha arbitrado numerosos eventos internacionales incluidos los Juegos Olímpicos de 1992, la Copa Mundial de Béisbol, los Juegos Panamericanos y la Copa Intercontinental.